# Ր
Re, o Reh (mayúscula: Ր; minúscula: Ր; en armenio: րե; en armenio clásico: րէ) es la trigésimo segunda letra del alfabeto armenio. Representa la vibrante simple alveolar sonora /ɾ/ en armenio moderno o la aproximante alveolar sonora /ɹ/ en armenio clásico. Se suele ser romanizado con la letra R. Creada por Mesrop Mashtots en el siglo V d. C., tiene un valor numérico de 5000.

## Galería

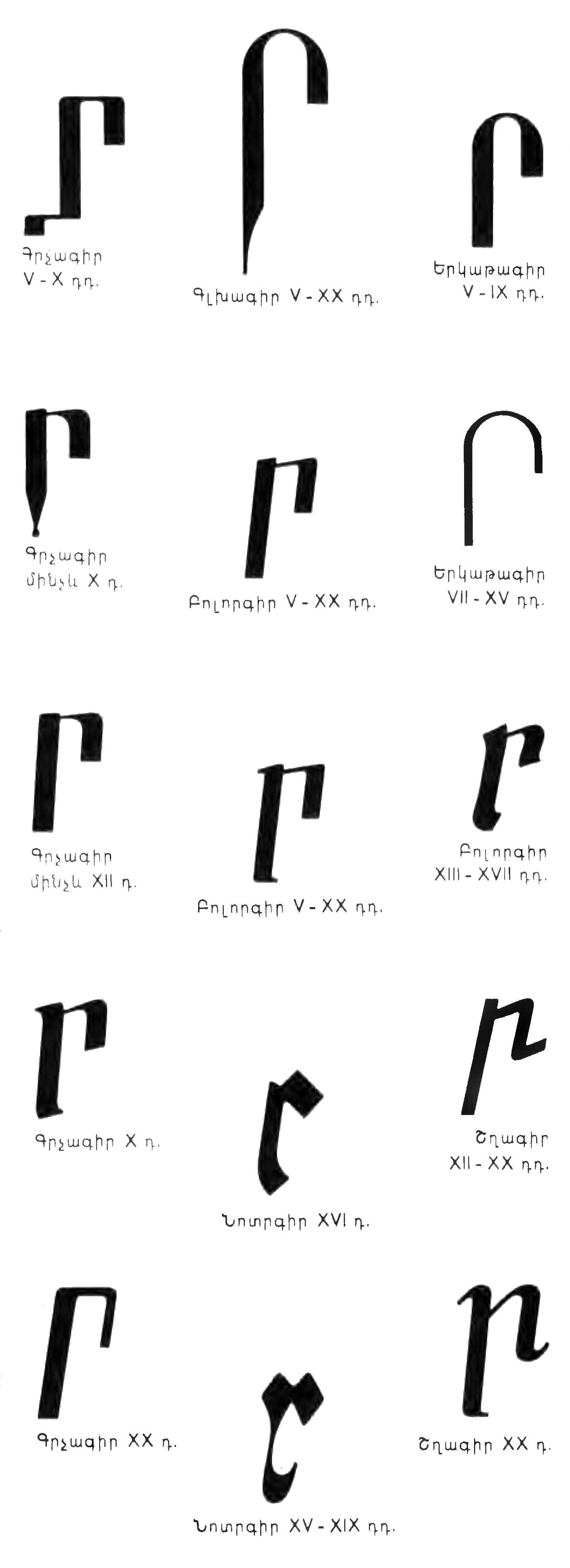
Varias fuentes históricas

Erkat'agir
Grchagir
Bolorgir
Notrgir
Shghagir
Forma tipográfica
Forma manuscrita

## Codificación
| Carácter      | Ր                           | Ր                           | ր                         | ր                         |
| ------------- | --------------------------- | --------------------------- | ------------------------- | ------------------------- |
| Unicode       | ARMENIAN CAPITAL LETTER REH | ARMENIAN CAPITAL LETTER REH | ARMENIAN SMALL LETTER REH | ARMENIAN SMALL LETTER REH |
| Codificación  | decimal                     | hex                         | decimal                   | hex                       |
| Unicode       | 1360                        | U+0550                      | 1408                      | U+0580                    |
| UTF-8         | 213 144                     | D5 90                       | 214 128                   | D6 80                     |
| Ref. numérica | &#1360;                     | &#x550;                     | &#1408;                   | &#x580;                   |